# Церковь Михаила Архангела (Сижно)
Церковь Михаила Архангела — православный храм в деревне Сижно Сланцевского района Ленинградской области. Здание построено XVIII веке.
Памятник архитектуры регионального значения.

## История и архитектура
Первоначальный каменный храм, построенный в селе Большое Сижно до 1668 года, был разрушен к 1730 году. В 1730-1740-е в Малом Сижно силами помещика Хвостова возвели нынешнее здание храма, к которому позже пристроили приделы Рождества Пресвятой Богородицы и Святителя Николая. Здание сложено из камня и плит, имеет шесть симметрично расположенных окон, украшенных изящными, высеченными из красного цоколя, пилястрами с украшениями. Верхушки окон с острою серединой имеют отчасти готический вид. Под крышей вместо карниза, сделана  сквозная каменная решетка с украшениями. Низкиe приделы подперты каменными отводами (быками).
Иконостас имел пять ярусов. Среди священных предметов, хранившихся в церкви, отмечаются два Евангелия (1688 и 1796 годов); иконы Архангела Михаила, Спасителя и Святого Николая. На образах — серебряные ризы с вызолоченными венцами. Риза на образ Михаила была пожертвована полковником Александром Сычевским, а остальные ризы — бывшим церковным старостой, деревни Выскатки, крестьянином Стефаном Никифоровым.
Причт состоял из священника, диакона, дьячка, пономаря и просвирни. К приходу относились: мызы Сижно, Шапки и Сукновщина; а также деревни Попкова Гора, Глазова Гора, Папаницы, Вязище, Горбово, Перебор, Пуговичина, Клин, Белошуково, Строки, Погорелец, Новинка, Савиновшина, Песвицы, Дворище, Мельничище, Ищево, Забородка, Березняк, Залесье, Кукшина Гора, Пустынька, Вербит, Закуп, 3амошье, Боровня, Щучкино, Вощенег, Шевцово, Казино и Горка. Среди прихожан к концу XIX века числились 1273 мужчины и 1304 женщины. Во время церковных праздников храм посещали до 500 человек.
Приходское училище, основанное в 1847 году, сперва помещалось в доме у священника, а в 1862 году, по желанию прихожан, переведено в деревню Выскатку. В 1863—1864 годах здесь было до 80 учеников и 20 учениц. Второе училище, открытое в 1862 году в деревни Савиновщине, имело до 26 учащихся; в третьем, открытом в 1863 году, в деревне Вербит, училось до 15 человек.
В конце 1930-х храм был закрыт. Действовал во время немецкой оккупации в 1942–1943 и в послевоенный период с 1947 по 1950 год.
Вновь возвращен верующим в 1989 году. В 1991 году были разобраны приделы. Ныне храм действует, при нем строится часовня святого великомученника Пантелеимона.
Храм заново освящён протоиреем Игорем Тихомировым 15 ноября 1991 года